# Thomasomys onkiro
Thomasomys onkiro is een zoogdier uit de familie van de Cricetidae. De wetenschappelijke naam van de soort werd voor het eerst geldig gepubliceerd door Luna & Pacheco in 2002.